# Adélia Fonseca
Adélia Josefina de Castro Fonseca (Salvador, 24 de novembro de 1827 — Rio de Janeiro 9 de dezembro de 1920) foi uma poetisa brasileira.

## Biografia
Filha de Justiniano de Castro Rebello, inspetor do consulado da alfândega e de Adriana de Castro Rebello, foi casada com o oficial da marinha brasileira Inácio Joaquim da Fonseca, teve uma educação esmerada como era o padrão da época, sabia francês, declamar, tocar piano e pintura.
Publicava seus poemas em periódicos e livros, sendo colaboradora constante do Almanaque de lembranças luso-brasileiro, Gazeta de Notícias, a Semana Ilustrada e O Domingo, do Rio de Janeiro; A Época Literária, de Salvador; e com o periódico Correio de Vitória, do Espírito Santo. Gonçalves Dias que a conheceu ainda jovem, chamou-lhe, num verso, "Safo cristã, virgem formosa". Suas poesias também foram reconhecidas por Machado de Assis, que fez críticas elogiosas.
No final de sua vida, ingressou no convento de Santa Tereza, no Rio de Janeiro, tomando o nome de Madre Maria José de Jesus. É avó materna de Honorina de Abreu, filha de Josefina Fonseca e Capistrano de Abreu, que já foi beatificada e está em processo de canonização pela Igreja Católica.

## Obras
- Ecos da minh'alma, dedicado à imperatriz Teresa Cristina